# Livio Agresti
Livio Agresti (* 1505 in Forli; † 1579 in Rom) war ein italienischer Maler.

## Biografie
Livio Agresti wurde um das Jahr 1505 in Forli geboren. 1540 wurde er von Cosimo I. de’ Medici beauftragt, die Innenräume des Palazzo Vecchio umzugestalten. Von 1550 bis zu seinem Tod im Jahr 1579 war er in Forli und Rom tätig. 1571 schuf er in einer Kapelle der Collegiata di Santa Maria Assunta die Enthauptung des Täufers.
Agresti war Vertreter der Manieristen im Gefolge Michelangelos.

## Werke (Auswahl)
Agrestis Werke weisen eine Ähnlichkeit zu denen des Giorgio Vasari auf.

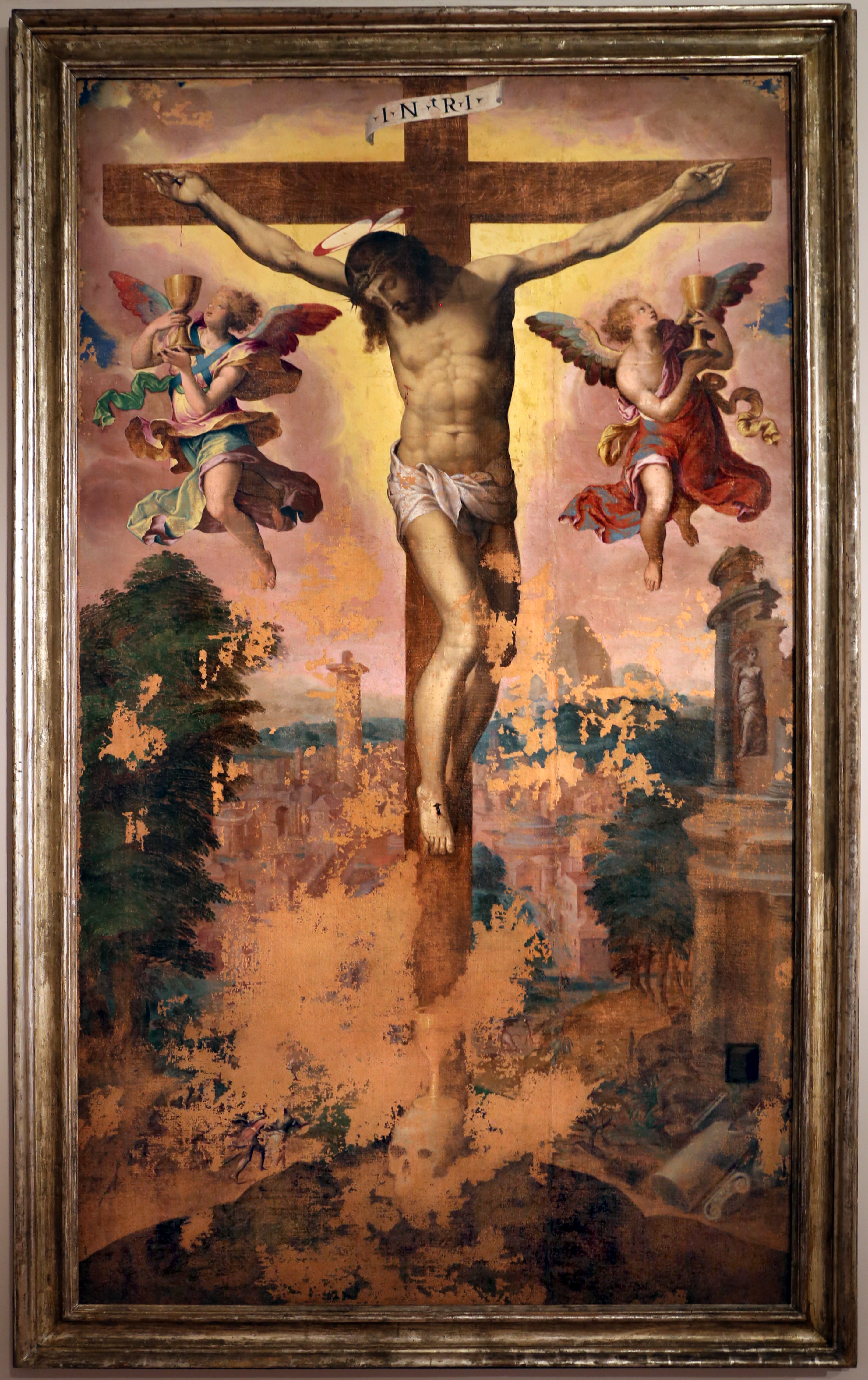
Kreuzigung mit zwei Engeln
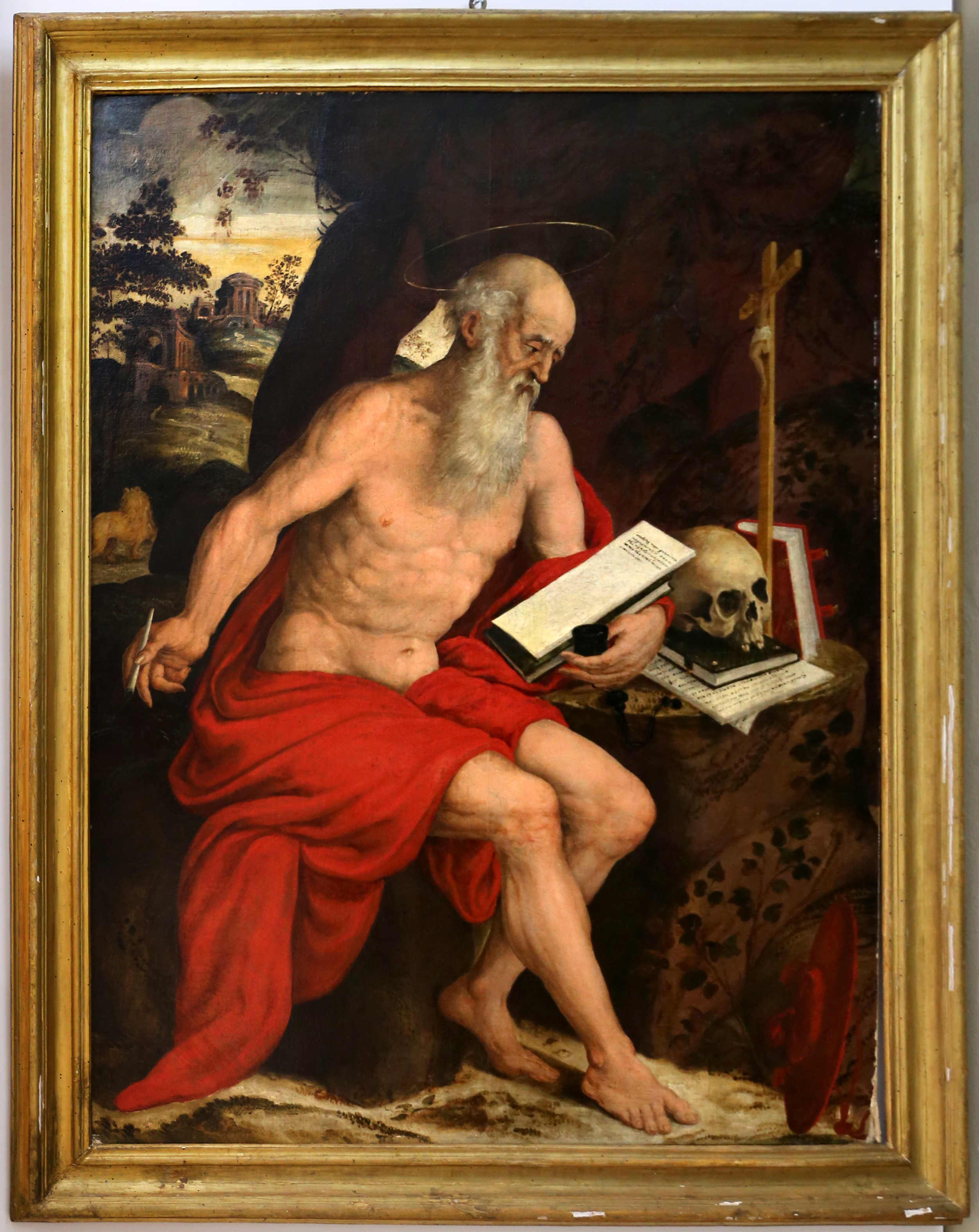
Heiliger Hieronymus
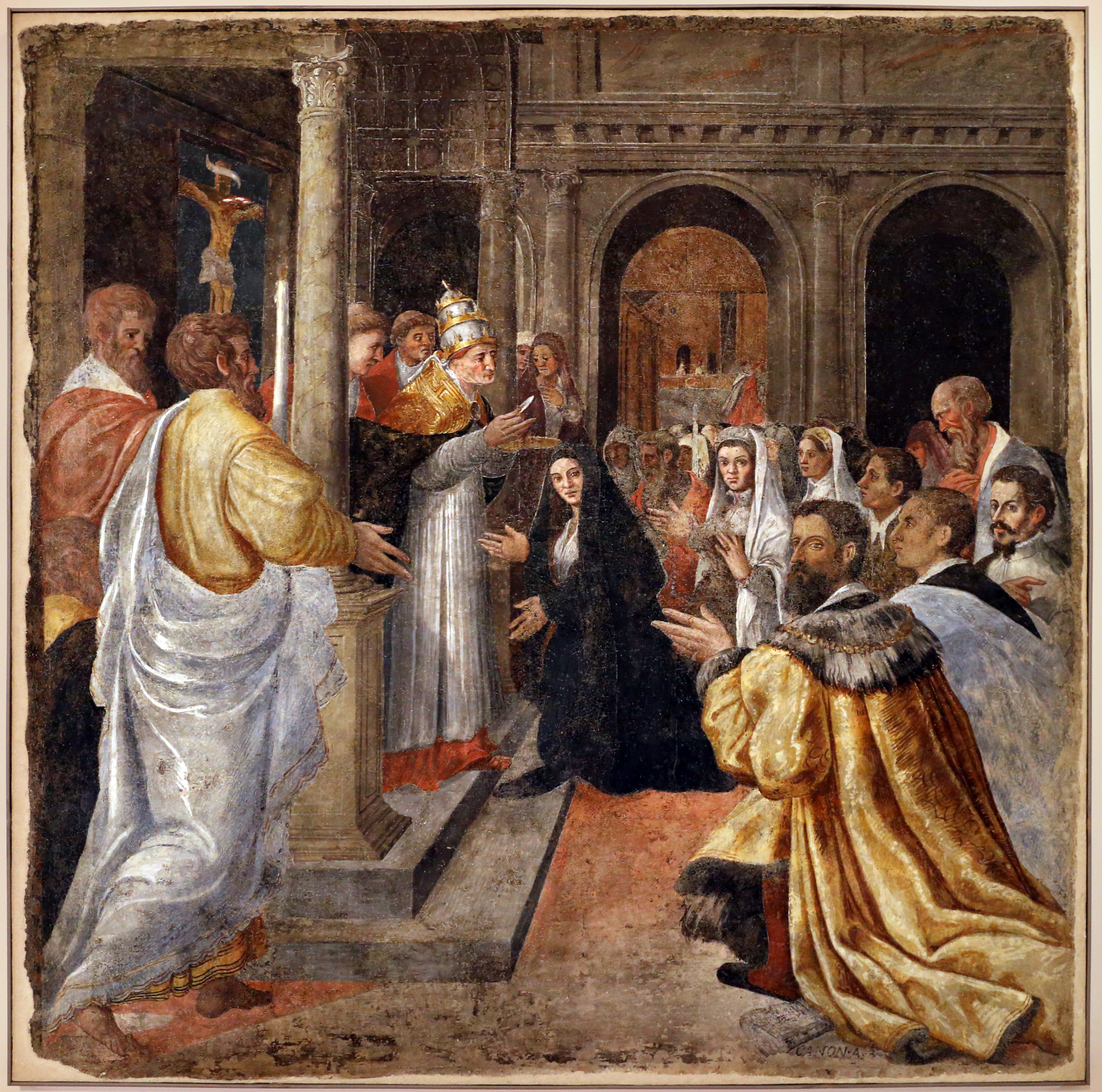
Der heilige Gregor und die ungläubige Frau
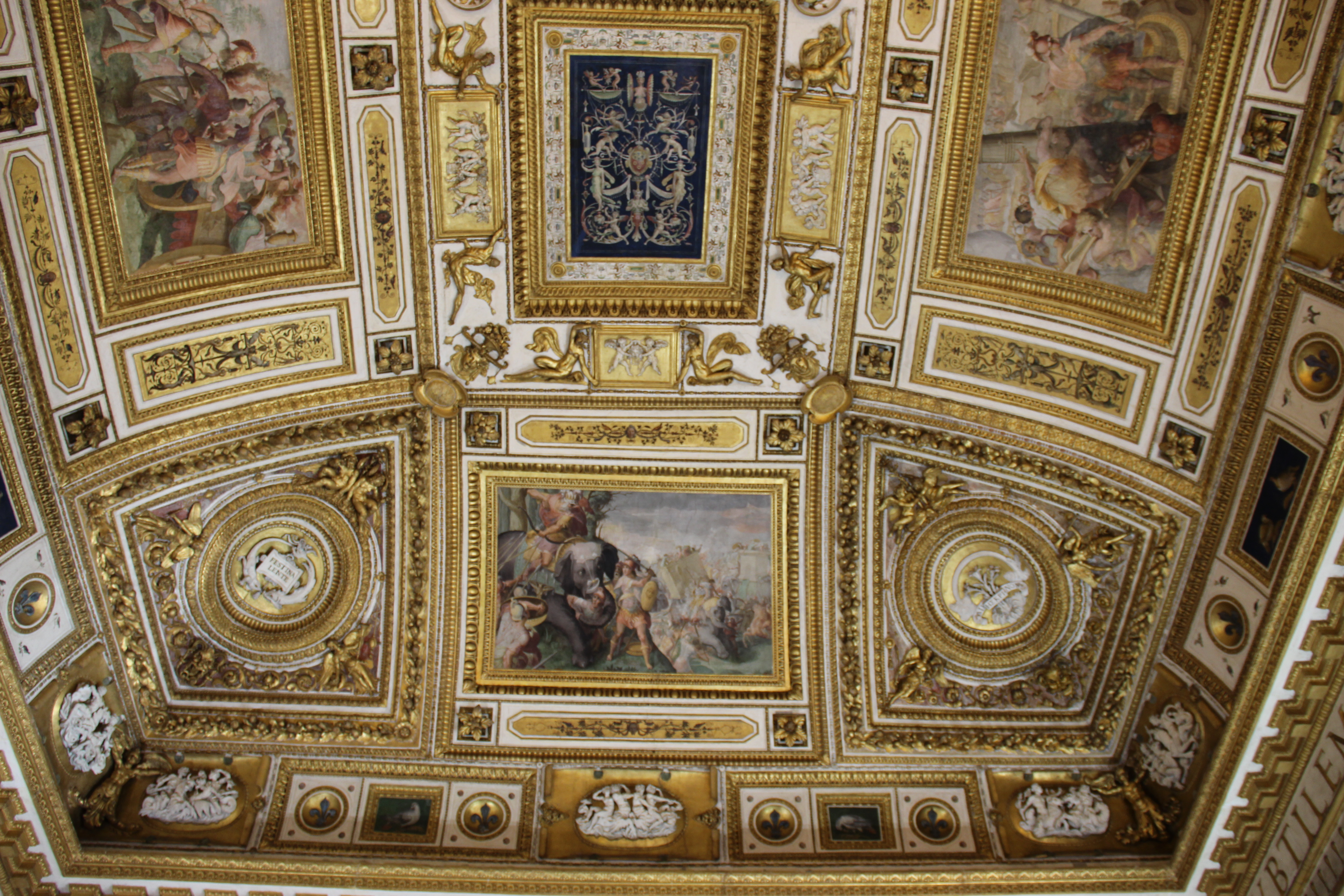
Engelsburg (Rom)
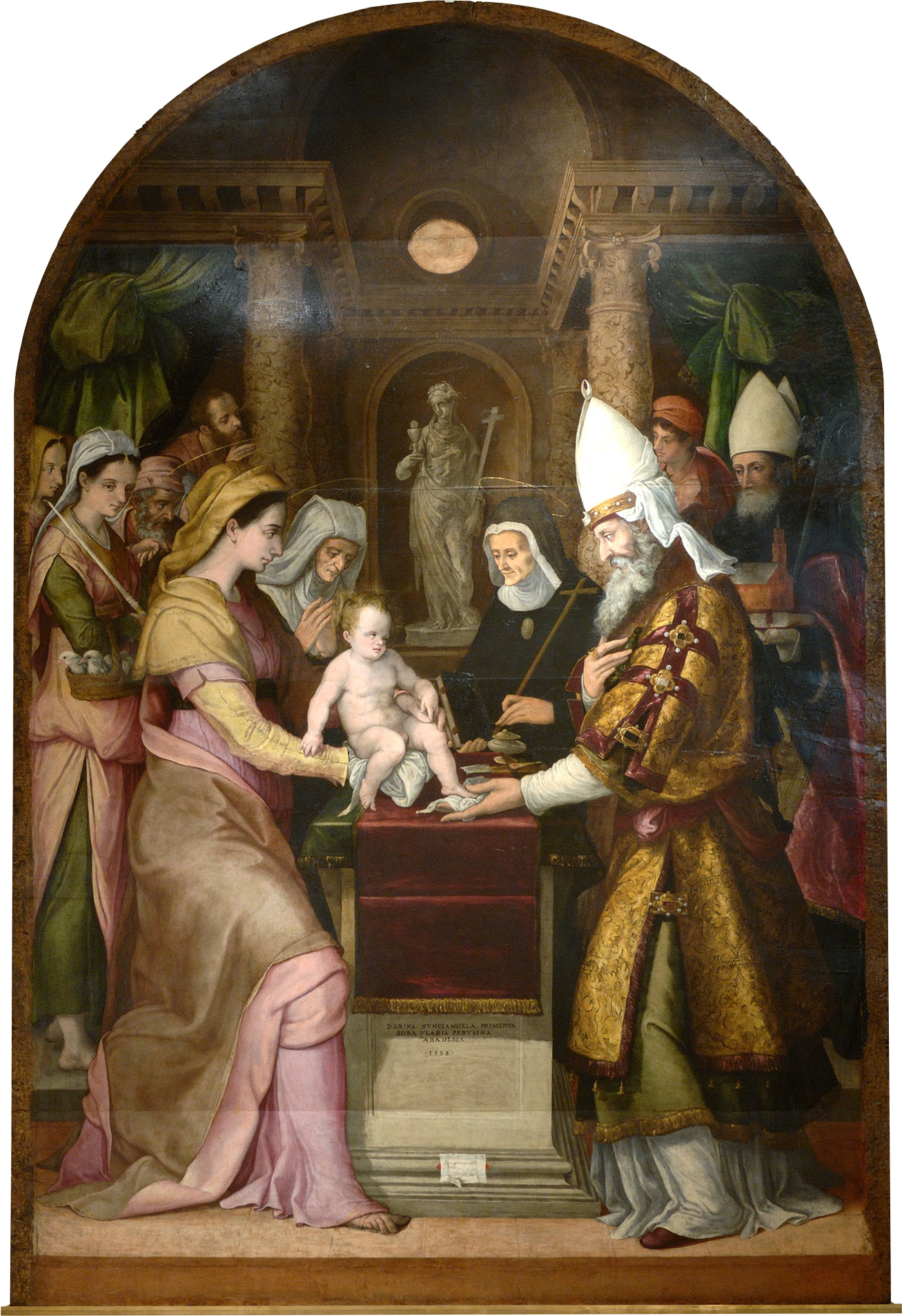
Beschneidung des Jesuskindes

Seine Werke in den Kirchen Roms sind kaum erhalten, allerdings sind in der Pinacoteca Civica in Forli einige seiner Werke ausgestellt. Weitere Werke lassen sich im Dom zu Terni, in der Spirito Santo in Ravenna und in der Kathedrale di Santa Croce finden.